# I takt med tiden

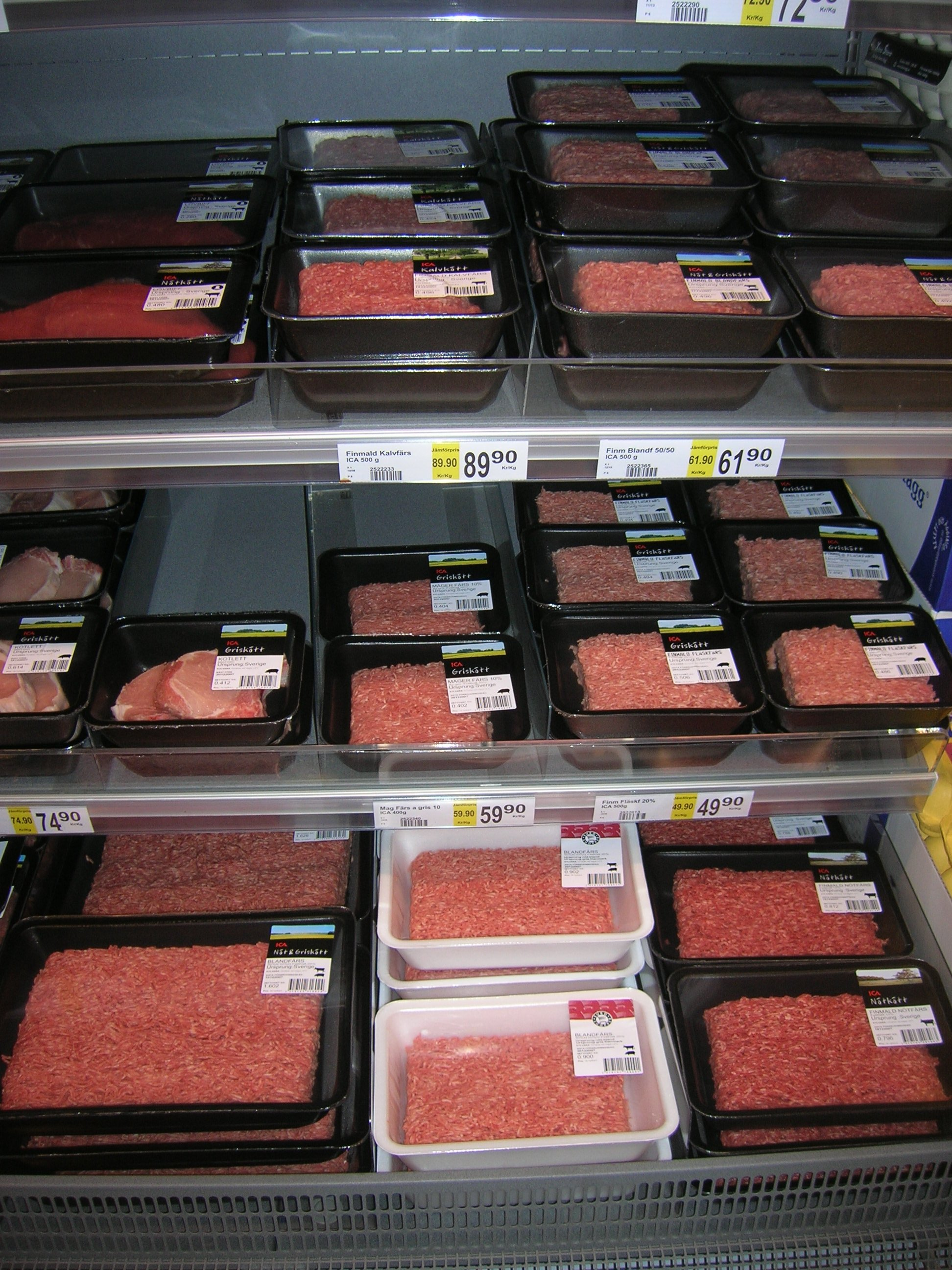
Köttfärs i en Ica-butik. Fotnot: Köttfärsen på bilden är centralt paketerad och har därför ingen direkt koppling till skandalen.

I takt med tiden är ett reportage som sändes av Sveriges Televisions magasin Uppdrag granskning den 5 december 2007 och som väckte stor uppmärksamhet i media i allmänhet. Programmet handlade om oegentligheter i kötthanteringen på flera Ica Maxi-butiker. Reportaget gjordes av Janne Josefsson, Lars-Göran Svensson och Rune Bergström och sågs av 930 000 personer.

## Reportaget
Uppdrag granskning hade fått tips om att Icabutiker systematiskt märkte om datumet på utgången köttfärs. För att bevisa detta besökte de Ica Maxi-butikerna i Nacka, Botkyrka, Södertälje och Haninge och satte klisterlappar under paket med köttfärs precis innan butikerna skulle stänga. Nästa dag besökte de butikerna igen och hittade samma paket, fast med nya etiketter och framflyttad sista förbrukningsdag. Det hela filmades med dold kamera. Samtliga fyra testade butiker märkte om köttfärs.
Utöver detta gick reportaget också igenom Icas varumärkestrategier. Programmet visade också hur flera av Icas oberoende butiksägare gjorde stora vinster.

## Icas reaktion
Ica skickade ut ett pressmeddelande redan dagen innan reportaget sänts om att de "såg allvarligt" på uppgifterna.
Icas reklamfilmer i TV, som handlar om den fiktive Icahandlaren Stig och hans anställda, drogs tillfälligt in efter att reportaget visats. Huvudskådespelaren i deras reklam, Hans Mosesson som spelar "Stig", uttalade sig till en början kritiskt mot Icas kötthantering. Han lyckades dock strax efter skandalen lägga kötthanteringen bakom sig och fortsatte snart att marknadsföra Ica i nya reklamfilmer.
Den 12 december 2007, ca en vecka efter avslöjandet om köttfärsfusket, skickade Ica ut decembernumret av sin medlemstidning Buffé till ca två miljoner kunder. Numret innehöll, ironiskt nog, en färsspecial med bland annat ”Nio nya färsfavoriter” samt en faktaruta om hållbarhet på köttfärs. Magnus Wikner, marknadschef på Ica, uppgav enligt Expressen att färsspecialen inte kunde tas bort eftersom tidningen redan var tryckt då skandalen inträffade. Han uppgav vidare att Ica diskuterat att dra in numret helt men trots allt valt att ge ut det på grund av dess köttbullsrecept samt den annalkande julen.
Trots all uppmärksamhet runt den felaktiga kötthanteringen och krismöten med koncernledningen har fusket bland Ica-handlarna fortsatt. I mellandagarna 2007 konstaterades av Uppsala kommuns livsmedelsinspektörer att ICA Solen i Storvreta, norr om Uppsala, malt kött och sålt det som färs, trots att bäst före-datumet gått ut. Någon vecka tidigare upptäckte inspektörerna samma förfarande hos ICA Väst i stadsdelen Flogsta i Uppsala. Uppsala kommun avsåg att polisanmäla båda butikerna enligt Upsala Nya Tidning.

## Fusk i andra butikskedjor
Journalisterna testade aldrig några andra butiker än de fyra Ica-Maxi butikerna i Stockholmsregionen. Däremot uppgav ansvariga för såväl Axfood som Coop till SVT:s Aktuellt den 11 december 2007, strax efter köttfusksavslöjandet, att även dessa kedjor haft problem med hanteringen av kött. Coops informationschef Magnus Frisk uppgav för Aktuellt att de tillämpat ett egenkontrollprogram samt att fusket inte varit systematiskt men att det hänt att kunder uppmärksammat dem om fel. Ingmar Kroon, presschef på Axfood, berättade att butikskedjan avskedat butikschefer vid två eller tre tillfällen då kontrollanter upptäckt ommärkt köttfärs. En åtgärd som Ica inte kan ta efter då varje Ica-butik ägs av sin butikschef och således inte kan avskedas av centralorganisationen.

## Efterspel i media eller hur en nyhet förvanskas
I början av året 2008 spred sig den något märkliga nyheten att Ica hade ökat sin försäljning av köttfärs mer än andra butiker under decembermånaden 2007 jämfört med tidigare år. Avslöjandet om köttfusket skulle således ha påverkat människor att handla mer köttfärs på Ica. Efter ett avslöjande i Sveriges Radio P1:s program "Medierna" framkom dock att påståendet var en välspridd och populär nyhetsförfalskning uppkommen genom ett troligt missförstånd i en intervju med en Ica-chef i tidningen Fri Köpenskap. Vad som egentligen ökat var försäljningen av den centralt paketerade köttfärsen på Ica, d.v.s. den som inte var paketerad i butikerna med en förmodad risk att vara ommärkt.

## Uppdrag gransknings uppföljning
Den 20 februari 2008 sändes ett uppföljande Uppdrag granskning-avsnitt beträffande köttfusket på Ica. I detta avslöjades bl.a. att Ica-ledningen redan kände till att köttfusk förekom på ICA-butiker när Uppdrag granskning avslöjade detta, trots att Ica-ledningen uppgav motsatsen i programmet.